# الوستان
الوستان، روستایی است از توابع بخش مرکزی شهرستان علی‌آبادکتول در استان گلستان ایران.

## جمعیت
این روستا در دهستان کتول قرار دارد و براساس سرشماری مرکز آمار ایران در سال ۱۳۸۵، جمعیت آن ۴۳۰ نفر (۱۱۲خانوار) بوده‌است.